# David Christopher McGough
David Christopher McGough (* 20. November 1944 in Tunstall, Stoke-on-Trent; † 26. März 2023 in Tean, Staffordshire) war ein britischer römisch-katholischer Geistlicher und Weihbischof in Birmingham.

## Leben
David Christopher McGough besuchte die Sacred Heart School in Tunstall und die St Joseph’s Preparatory School in Trent Vale sowie das Cotton College in Cotton. Ab 1963 studierte McGough Philosophie und Katholische Theologie zunächst am St Mary’s College in Oscott und später an der Päpstlichen Universität Gregoriana in Rom, an der er ein Lizenziat im Fach Katholische Theologie erwarb. Während seiner Studienzeit in Rom war er Alumnus des Päpstlichen Englischen Kollegs. Am 14. März 1970 empfing er in der Pfarrkirche Sacred Heart in Tunstall durch den Weihbischof in Birmingham, Joseph Francis Cleary, das Sakrament der Priesterweihe für das Erzbistum Birmingham.
McGough wirkte zuerst als Dozent am St Mary’s College in Oscott, bevor er 1971 seine Studien am Päpstlichen Bibelinstitut in Rom fortsetzte. Nachdem er dort ein Lizenziat im Fach Bibelwissenschaft erlangt hatte, kehrte er 1974 in seine Heimat und lehrte bis 1989 diese Disziplin am St Mary’s College in Oscott. Später war McGough als Pfarrer der Pfarreien Christ the King in Kingstanding (1986–1990) und Our Lady and All Saints in Stourbridge (1990–2004) tätig. Zudem wurde er 1994 Dechant des Dekanats Dudley. Ab 2004 fungierte McGough als Bischofsvikar für Walsall, Wolverhampton und Worcestershire sowie das Black Country. Außerdem war er Domherr an der St. Chad’s Cathedral in Birmingham.
Am 25. Oktober 2005 ernannte ihn Papst Benedikt XVI. zum Titularbischof von Chunavia und bestellte ihn zum Weihbischof in Birmingham. Der Erzbischof von Birmingham, Vincent Nichols, spendete ihm am 8. Dezember desselben Jahres in der St. Chad’s Cathedral in Birmingham die Bischofsweihe; Mitkonsekratoren waren der Weihbischof in Birmingham, Philip Pargeter, und der Bischof von Salford, Terence Brain. Als Weihbischof war McGough zusätzlich Berater im Komitee Vox Clara. Ferner gehörte er dem Exekutivkomitee für die Priesterfortbildung der Bischofskonferenz von England und Wales an.
Am 18. März 2020 nahm Papst Franziskus das von David Christopher McGough aus Altersgründen vorgebrachte Rücktrittsgesuch an. McGough starb im März 2023 in Tean.